# Цвайгендер

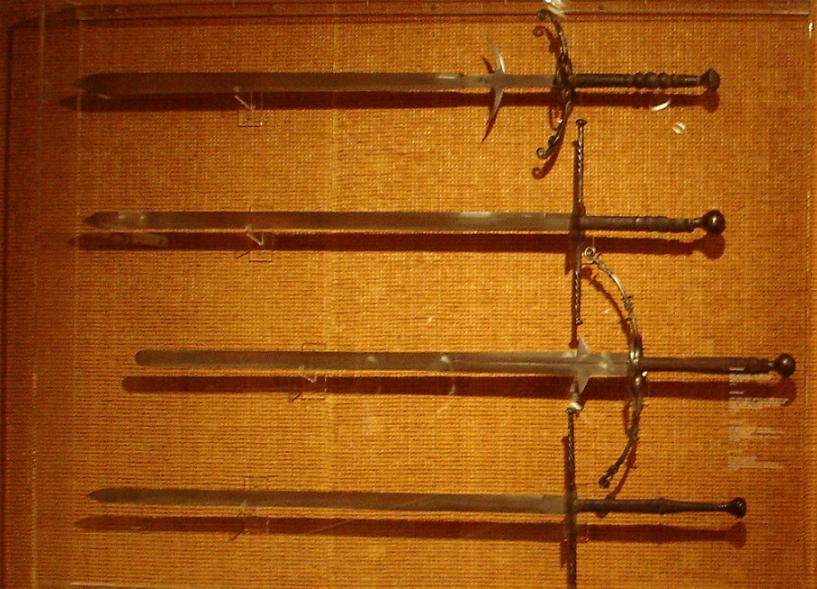
Цвайхендери з подвійною і одинарною гардою. Класичним (справжнім) цвайгендером вважається меч з подвійною гардою.

Цвайхе́ндер (нім. Zweihänder — «дворучник») — великий дворучний меч, що був поширений в Європі за часів епохи Відродження, з XIII по XVI століття. Цей меч з'явився на території сучасної Німеччини і отримав колосальну популярність в німецьких найманих піхотинців — ландскнехтів, за часів імператора Священної римської імперії Максиміліана I, близько 1500 року.
Такі воїни отримували подвійну оплату за свою роботу, за що отримали назву Doppelsoldner. Ландскнехтами ставали досвідчені ветерани, що мали добрі обладунки, на відміну від інших піхотинців. Також ці найманці використовувалися для охорони артилерійських батарей і знатних осіб.
Цвайгендер був важкою і ефективною зброєю авангарду, воїни озброєні ним прорубували вільний шлях для кавалерії і звичайних мечників. Параметри цього важкого меча дозволяли за один удар зрубати голови кільком ворогам, тому воювали цвайгендером тільки дуже сильні і досвідчені воїни. У пізній період поширення цвайгендера, озброєні ним лицарі вже часто охороняли артилерійські батареї. Меч цвайгендер має довжину близько 2 метрів (часто і більше), з півтораметровим клинком і дуже часто з унікальною подвійною гардою. Основна гарда могла мати вигнуту або пряму форму, прикрашалася декоративними елементами — бічними кільцями, мала ширину до 35 см. Мала гарда (мала назву «кабанячі ікла») відділяла п'яту (не заточену частину клинка) від бойової частини леза.
Для володіння цією зброєю були потрібні не тільки неабияка сила і відвага, але і значна майстерність фехтувальника, так що подвійна платня яку отримували воїни з цією зброєю була цілком справедливою. Техніка бою з такими мечами мало схожа на звичне клинкове фехтування: такий меч куди простіше порівняти з сокирами. Піхов у цвайгендера не було — його носили на плечі як весло або спис.

## Цвайхендер у масовій культурі

### Увідеоіграх
- Chivalry: Medieval Warfare
- Killing Floor 2 — доступний гравцям, які купили Chivalry: Medieval Warfare в Steam.
- Mordhau
- Серія ігор Dark Souls.
- Elden Ring.